# Aosdána
Aosdána (irl. ang. wym. [iːsˈdɑːnə]; irl. Áes Dána, wym. [iːsˠ ˈd̪ˠɑːnˠə] – ludzie sztuki) – stowarzyszenie skupiające  twórców irlandzkich z dziedziny sztuk pięknych, literatury, muzyki, architektury i choreografii. 
Aosdána powstało w 1981 roku z inicjatywy grupy pisarzy i przy poparciu Arts Council of Ireland . Członkostwo stowarzyszenia można uzyskać tylko będąc doń zaproszonym przez członka stowarzyszenia. Liczba członków Aosdána ograniczona jest do 250 osób (do roku 2005 liczba ta wynosiła 200 osób). Do Aosdána należeli lub należą m.in. Samuel Beckett, Paul Durcan, Seamus Heaney, Michael Longley, Paul Muldoon, Colm Tóibín, Neil Jordan, Eibhlis Farrell.

## Cnuas
Członkowie stowarzyszenia Aosdána są uprawnieni do otrzymania od Arts Council pięcioletniego stypendium zwanego po irlandzku Cnuas. Ma ono umożliwić im całkowite skupienie się na realizacji konkretnego projektu artystycznego. Wysokość Cnuas w 2015 roku wynosiła 17 180 euro rocznie. Członkowie mogą odnowić Cnuas na okres kolejnych pięciu lat po wykazaniu, że poprzedni projekt został zrealizowany . 

## Saoi
Najwyższym tytułem honorowym przyznawanym wzajemnie przez członków Aosdána jest Saoi (z irl. mędrzec). Tytuł ten może nosić nie więcej niż siedmiu żyjących członków stowarzyszenia. Jest on nadawany przez prezydenta Irlandii na specjalnej uroczystości, podczas której zakłada on nowemu Saoi złoty torkwes .
Aktualnie żyjącymi Saoithe są:
- Seóirse Bodley, kompozytor (od 2008)[5]
- Camille Souter, malarka (od 2009)[6]
- Imogen Stuart, rzeźbiarka (od 2015)[7]
- Tom Murphy, dramaturg (od 2017)[8]
- George Morrison, reżyser filmów dokumentalnych (od 2017)[9]
- Edna O’Brien, pisarka (od 2015)[10]

Wśród słynnych, zmarłych już Saoithe było m.in. dwóch laureatów Nagrody Nobla: Samuel Beckett i Seamus Heaney, a także dramaturg Brian Friel, pisarze Anthony Cronin i William Trevor oraz artyści wizualni Patrick Scott i Louis le Brocquy.

## Toscaireacht
Ciałem zarządzającym stowarzyszeniem jest jego komitet zwany po irlandzku Toscaireacht, składający się z 10 osób, zwanych Toscairí, będących członkami Aosdána. Toscairí są wybierani na dwuletnią kadencję. Protokoły z posiedzeń Toscaireacht są regularnie publikowane na stronie internetowej stowarzyszenia.